# Crackers International
Albums de Erasure
The Innocents
(1988) The Innocents Live
(1989)
Singles par Erasure
A Little Respect
(1988) Drama!
(1989)
Crackers International est le 1er EP (mini-album) du groupe Erasure, sorti le 28 novembre 1988, s'intercalant en guise de « Christmas album » entre les albums The Innocents et Wild!. Crackers International connut un grand succès européen durant plusieurs mois après sa sortie. La promotion de l'album fut portée par la chanson Stop! qui bénéficia d'un vidéo-clip et d'une diffusion radio massive dans les pays où Erasure recueille habituellement le succès.
Au Royaume-Uni, et dans quelques autres pays européens, le disque parut sous deux versions, signalées par deux pochettes différentes. L'une représente un paysage urbain en nocturne (que l'on présume être Moscou en raison d'une représentation partielle du Kremlin, centrée sur l'horloge de la Tour Spasskaïa) et reproduit presque à l'identique un timbre postal russe émis à 3.4 millions d'exemplaires par les services postaux soviétiques fin 1976 pour le nouvel an 1977. L'autre pochette représente un village de campagne enneigé dans le style "champêtre" d'une carte de vœux traditionnelle. La pochette "urbaine" de Crackers International est la plus courante. Ces pochettes ont toutes deux été conçues par l'illustrateur publicitaire britannique James Marsh, surtout connu pour ses pochettes de disques réalisées pour le groupe Talk Talk et ses affiches publicitaires pour diverses compagnies britanniques.
L'édition limitée européenne inclut une reprise d'un chant traditionnel de Noël, (God Rest Ye Merry, Gentlemen) tandis que l'unique version américaine, assortie de la pochette "urbaine", rassemble les contenus des deux éditions européennes : les quatre chansons dans leur version originale, ainsi que les deux remixs supplémentaires, de Mark Saunders. Seule "God Rest Ye Merry, Gentlemen" fait défaut à l'édition américaine.
Bien qu'il n'en soit pas fait mention sur les pochettes, la chanson "The Hardest Part" est proposée sous deux versions différentes : la version américaine de Crackers International comporte la version originale, tandis que les versions européennes en proposent une version longue remixée.
Vingt-cinq ans après Crackers International, le groupe Erasure réitérera son ode à Noël, l'hiver et la neige, cette fois-ci au travers d'un album complet, Snow Globe (2013), essentiellement constitué de chants de Noël.

## Classement parmi les ventes de disques
| Pays                                   | Meilleure position |
| -------------------------------------- | ------------------ |
| Argentine                              | 1                  |
| Danemark                               | 1                  |
| Irlande                                | 2                  |
| Royaume-Uni                            | 2                  |
| Communauté économique européenne (CEE) | 3                  |
| Suisse                                 | 15                 |
| Autriche                               | 16                 |
| Allemagne                              | 18                 |
| Finlande                               | 21                 |
| Belgique                               | 36                 |
| Nouvelle-Zélande                       | 40                 |
| Pays-Bas                               | 49                 |
| États-Unis                             | 73                 |

## Ventes
aucune donnée

## Détail des plages
| 1. | Stop!                 | 3:02 |
| 2. | The Hardest Part      | 5:06 |
| 3. | Knocking On Your Door | 3:58 |
| 4. | She Won't Be Home     | 3:27 |

| 1. | Stop! (12" Remix)                 | 5:47 |
| 2. | Knocking On Your Door (12" Remix) | 6:07 |
| 3. | God Rest Ye Merry Gentlemen       | 3:12 |

| 1. | Stop!                             | 2:53 |
| 2. | The Hardest Part                  | 3:38 |
| 3. | Stop! (12" Remix)                 | 5:44 |
| 4. | Knocking On Your Door             | 2:55 |
| 5. | She Won't Be Home                 | 3:27 |
| 6. | Knocking On Your Door (12" Remix) | 6:03 |